# Métro de Dublin
 (janvier 2016).
Si vous disposez d'ouvrages ou d'articles de référence ou si vous connaissez des sites web de qualité traitant du thème abordé ici, merci de compléter l'article en donnant les références utiles à sa vérifiabilité et en les liant à la section « Notes et références ».
Le métro de Dublin (en irlandais : Meitreo Átha Cliath ; en anglais : Dublin Metro), localement désigné sous le nom de projet MetroLink, est un projet de ligne métro devant desservir Dublin et son agglomération, en Irlande. Sa mise en service est envisagée à l'horizon 2035.
La ligne, majoritairement souterraine, doit relier Charlemont à Estuary en passant par le centre-ville et l'aéroport de Dublin. Dans un second temps, il est prévu qu'elle soit prolongée au sud jusqu'à Sandyford en réutilisant la plateforme de la ligne verte du tramway qui serait convertie en métro.

## Histoire

### Premières esquisses
La première esquisse d'un projet de métro à Dublin émerge en 2001 dans un rapport du Dublin Transportation Office. Celui-ci préconise une réseau de trois lignes dont un axe nord-sud de Swords à Cherrywood, desservant au passage le centre de Dublin et l'aéroport.̩ Le premier aéroport d'Irlande ne dispose effet pas d'une liaison directe avec le centre-ville, malgré une fréquentation annuelle s'élevant à 21 millions de passagers en 2006. Une proposition concurrente, formulée par les Iarnród Éireann, envisage de desservir l'aéroport par une branche du Dublin Area Rapid Transit (DART) mais est finalement écartée au profit du métro, qui présente l'avantage de desservir directement le centre-ville.
Le projet de ligne nord-sud, alors baptisé Metro North, est officiellement lancé en 2005 dans le cadre du programme Transportation 21 avec un tracé reliant Swords à Saint Stephen's Green. En octobre 2006, le tracé est défini avec un passage par le quartier de Ballymun. Le programme comprend également un prolongement de Metro North, dénommé Metro South, qui impliquerait la conversion en métro lourd de la ligne verte du tramway entre Charlemont et Sandyford. Cette opération doit être facilitée par le fait que le tramway circule déjà en site-propre intégral, la possibilité d'une conversion en métro ayant été prévue dès sa construction. Une troisième ligne en rocade à l'ouest de Dublin, baptisée Metro West, est également proposée sur un tracé reliant Tallaght à Dardistown.
Toutefois, le 10 novembre 2011, le ministre des Transports Leo Varadkar annonce que l'ensemble des lignes de métro sont reportées sine die en raison de la crise économique qui frappe durement l'Irlande.

### Relance du projet
Le 29 septembre 2015, le projet est officiellement relancé avec une ouverture envisagée pour 2027 et un coût estimé à environ 3 MM€. Le 22 mars 2018, la nouvelle version du projet est présentée avec un tracé remanié et un nombre de stations légèrement réduit. Par ailleurs les lignes auparavant dénommées Metro North et Metro South sont fusionnées sous le nom MetroLink, pour donner naissance à une ligne unique de 26 km reliant Estuary à Sandyford et intégrant la ligne verte du Luas entre Charlemont et Sandyford. Cette intégration au projet de Metro South, non prévue à l'origine, se justifie par la saturation de la ligne de tramway dans sa partie centrale.
Le projet de conversion de la ligne verte ne fait cependant pas consensus, les usagers craignant les conséquences d'une interruption de trafic pendant la durée des travaux. En conséquence, il est décidé en 2019 que le projet serait divisé en deux phases, la conversion du Luas devant être réalisée dans un second temps. Les travaux d'adaptation et notamment la suppression des passages à niveau seront étalés dans le temps afin de réduire à quelques mois la durée de fermeture. La première phase est donc limitée au sud à Charlemont, où une correspondance sera provisoirement possible entre la ligne verte et le métro.
Les travaux préparatoires ont débuté en décembre 2019 avec la réalisation de sondages pour étudier la composition du sous-sol.
En 2022, après de nombreux retard, il est annoncé que la ligne sera mise en service en 2034 pour un coût estimé à 9,5 milliards d'euros.

## Projet

### Tracé proposé
La première phase du projet, envisagée à l'horizon 2027, reliera Estuary à Charlemont selon un tracé approximativement orienté nord-sud, pour une longueur de 19,1 km et 16 stations. Elle circulera en tunnel profond entre Charlemont et Northwood sur une longueur de 10,1 km puis de nouveau sous les pistes de l'aéroport de Dublin sur 2,4 km. Le reste de la ligne sera composé de 5 km de tranchée couverte et de 1,8 km en surface, dont un franchissement en viaduc de l'autoroute M50.
La deuxième phase, envisagée à l'horizon 2050, impliquera la conversion de l'actuelle ligne verte du tramway en métro lourd entre les stations Charlemont et Sandyford, ce qui portera la longueur totale de la ligne à 26 km. La ligne verte sera alors scindée en deux lignes, l'une au nord de Charlemont et l'autre sur la section finale entre Sandyford et Bride's Glen dont la conversion en métro n'est pas programmée.

### Liste des stations
| Station             | Correspondance(s)  | Coordonnées                 |
| ------------------- | ------------------ | --------------------------- |
| Estuary             | P+R                | 53° 28′ 23″ N, 6° 12′ 47″ O |
| Seatown             |                    | 53° 27′ 35″ N, 6° 12′ 44″ O |
| Swords Central      |                    | 53° 27′ 08″ N, 6° 13′ 01″ O |
| Fosterstown         |                    | 53° 26′ 49″ N, 6° 13′ 40″ O |
| Dublin Airport      | Aéroport de Dublin | 53° 25′ 42″ N, 6° 14′ 25″ O |
| Dardistown          |                    | 53° 24′ 53″ N, 6° 15′ 22″ O |
| Northwood           |                    | 53° 24′ 15″ N, 6° 15′ 55″ O |
| Ballymun            |                    | 53° 23′ 47″ N, 6° 15′ 52″ O |
| Collins Avenue      |                    | 53° 23′ 15″ N, 6° 15′ 54″ O |
| Griffith Park       |                    | 53° 22′ 25″ N, 6° 15′ 56″ O |
| Glasnevin           | DART               | 53° 21′ 54″ N, 6° 16′ 19″ O |
| Mater               |                    | 53° 21′ 32″ N, 6° 16′ 10″ O |
| O'Connell Street    | Luas               | 53° 21′ 06″ N, 6° 15′ 41″ O |
| Tara Street         | DART               | 53° 20′ 47″ N, 6° 15′ 15″ O |
| St. Stephen's Green | Luas               | 53° 20′ 15″ N, 6° 15′ 22″ O |
| Charlemont          | Luas               | 53° 19′ 49″ N, 6° 15′ 27″ O |

### Construction
Les sections en souterrain profond seront forées à l'aide d'un unique tunnelier. Celui-ci percera tout d'abord le tunnel sous l'aéroport avant d'être démonté et remonté à Northwood pour réaliser le tunnel jusqu'à Charlemont. Le choix initial d'un tunnel bitube a finalement été abandonné au profit d'un seul tube à deux voies, permettant de réduire les coûts en utilisant un seul tunnelier.

## Exploitation

### Services
Il est prévu que la ligne soit parcourue par l'ensemble des trains entre Charlemont et l'aéroport de Dublin. Celui-ci fera office de terminus partiel, seules certaines rames devant parcourir l'ensemble de la ligne jusqu'à Estuary. L'exploitation du métro sera théoriquement possible 24 h sur 24.

### Matériel roulant
La ligne serait exploitée avec des rames sans conducteur intégralement automatiques, dont les caractéristiques précises n'ont pas encore été définies. Les trains auront une longueur comprise entre 40 m et 60 m ce qui permettra un débit maximal de 20 000 passagers/jour. Elles circuleront à une vitesse maximale de 80 km/h.

## Autres propositions

### Metro West
Une deuxième ligne de métro baptisée Metro West, inscrite au programme Transportation 21, a été envisagée entre Tallaght et Dardistown. Presque entièrement établie en surface, elle devait suivre un tracé parabolique à l'ouest de Dublin en offrant des correspondances avec le Luas et le DART. Le projet a été reporté indéfiniment en 2011 à la suite des annonces du ministre des Transports Leo Varadkar.